# Christian Ranucci
Christian Ranucci, född 1954, död 1976 (avrättad genom giljotinering), var en fransk brottsling, dömd till döden och avrättad för kidnappning och mord på en liten flicka. Hans avrättning blev en av de sista tre i Frankrikes historia, då president Valéry Giscard d'Estaing trots den motvilja han uttryckt mot avrättningar under valrörelsen 1974 valde att inte bevilja Ranuccis nådeansökan. I juni och september 1977 avrättades Jerome Carrein och Hamida Djandoubi vilka blev de enda tillfällen giljotinen kom i bruk efter Ranucci. 
Under processen mot honom försvarades Ranucci av advokaten Gilbert Collard, som senare blev ledamot i underhuset och EU-parlamentet för Front National under 2010-talet. 